# Gourgen II Arçrouni
Pour l’article homonyme, voir Gourgen Arçrouni.
Gourgen II Arçrouni (en arménien Գուրգեն Բ Արծրունի ; né en 883/884, mort en 923) est un prince de Vaspourakan de 904 à 923 de la famille arménienne des Arçrouni. Il règne sur la partie sud-est du Vaspourakan, son frère Gagik Ier dirigeant la partie nord-ouest. À la mort de Gourgen, ses domaines reviennent à Gagik.

## Biographie
Troisième fils de Grigor-Dérénik, prince de Vaspourakan, et de Sophie Bagratouni, elle-même fille d'Achot Ier Bagratouni, roi bagratide d'Arménie, Gourgen naît en 883 ou en 884. Grigor-Dérénik ayant été tué en 887 lors d'une embuscade tendue alors qu'il tente de soumettre l'émir de Her, ses trois fils mineurs (Achot-Sargis, Gagik et Gourgen) sont placés sous la régence d'un membre de la famille, Gagik Aboumerwan ; ce dernier tente alors de capter l'héritage et emprisonne les trois princes. Pour se racheter de sa défection lors d'une opération militaire menée par Smbat Ier d'Arménie en 898, il libère Gagik, qui le tue et délivre ses deux frères, permettant ainsi à son aîné Achot-Sargis de reprendre les rênes de la principauté. Celui-ci doit néanmoins faire allégeance à Afchin, émir sajide d'Azerbaïdjan et représentant du Calife abbasside, à qui il remet Gagik en otage ; après sept mois, Gagik est remplacé par Gourgen qui, maltraité, s'échappe, provoquant l'occupation du Vaspourakan par Afchin jusqu'en 901.
À la mort d'Achot-Sargis en 904, Gagik et Gourgen lui succèdent en se partageant son héritage : Gagik hérite du nord-ouest des possessions des Arçrouni, Gourgen du sud-est. Gourgen participe aux opérations de son frère contre divers rebelles, procède avec lui à des échanges de territoires rendant leurs domaines plus compacts, et suit par ailleurs son exemple : il redresse et se livre à plusieurs constructions dans ses territoires, notamment à Adamakert. Il se joint également à son frère dans son alliance avec Yousouf, émir d'Azerbaïdjan et participe ainsi à sa campagne victorieuse contre Smbat Ier d'Arménie en 910. Voyant cependant les ravages occasionnés par cette campagne aux Arméniens, Gourgen, comme Gagik, cherche alors progressivement à se distancier de Yousouf. La mort et le martyre de Smbat Ier en 914 le font entrer en résistance, tout comme son frère dont il reste durant toute sa vie l'allié fidèle.
Gourgen meurt après 923, apparemment sans laisser de descendance, ce qui permet à Gagik de parachever l'unification vasprakanienne.